# Totalizador
Un totalizador es un esquema de pensamiento que pretende situar un conjunto de experiencias diversas dentro de un único esquema aplicable en cualquier lugar y tiempo. Los modelos sociales evolucionistas pueden considerarse totalizadores ya que sitúan a todas las sociedades humanas dentro de un estado u otro del gran esquema evolucionista.
Generalmente los detractores a las ideas totalizadoras utilizan el término en sentido de crítica.